# 荒畑洋
荒畑 洋（あらはた ひろし）は、日本の録音技師である。
円谷プロダクションで録音助手となりテレビ作品などを経験。その後、本田孜主宰、東京サウンド企画に参加する。現在日本映画学校で講師を勤める。

## 主な作品

### 映画
- 『てなもんやコネクション』（1990年）
- 『蜃気楼劇場』（1993年）
- 『遥かな時代の階段を』（1995年）
- 『海ほおずき The Breath』（1996年）
- 『シークレットワルツ』（1996年）
- 『ビリケン』（1996年）